# Professor a Groenlàndia
Professor a Groenlàndia (títol original: Une année polaire) és una pel·lícula francesa d'aventures dirigida per Samuel Collardey. Es va estrenar el gener del 2018 al Festival de Cinema de Sundance i l'1 de març del 2019 doblada al català.

## Argument
L'Anders, un professor acabat de llicenciar, deixa Dinamarca per anar a treballar a la Groenlàndia rural. Quan hi arriba, troba una comunitat molt tancada. Allà, haurà d'acceptar un nou estil de vida i es qüestionarà les seves conviccions, que fins aleshores havien estat ben profundes.